# Cantonul La Désirade
Cantonul La Désirade este un canton din arondismentul Pointe-à-Pitre, Guadelupa, Franța.

## Comune
- La Désirade : 1.621 locuitori